# Anna Pirovano
Anna Pirovano (Lecco, 8 ottobre 2000) è una nuotatrice italiana, vincitrice della medaglia di bronzo ai Giochi del Mediterraneo di Tarragona 2018 nei 200 metri misti.

## Palmarès
- Giochi del Mediterraneo

Tarragona 2018: bronzo nei 200m misti.
- Europei giovanili

Hodmezovasarhely 2016: argento nei 400m misti.
Netanya 2017: argento nei 400m misti.
- World Games

Birmingham 2022: argento nei 200m nuoto ostacoli.